# Cimetière de Bezons
Le vieux cimetière de Bezons, dit cimetière du Val, est l'un des deux cimetières communaux de Bezons (à dix kilomètres au nord-ouest de Paris) dans le Val-d'Oise et le plus ancien de cette commune (rue de la Paix), l'autre étant le nouveau cimetière.

## Histoire et description
Bezons, étant une ville ouvrière, ce cimetière ne possède que peu de monuments, mis à part quelques chapelles de notables locaux et une humble statuaire. Il n'est pas arboré. Son monument aux morts en forme de fronton à la grecque se trouve au milieu du cimetière. C'est l'un des premiers cimetières à organiser l'engazonnement de certaines allées, pour relever le défi « zéro produit phytosanitaire ».

## Personnalités

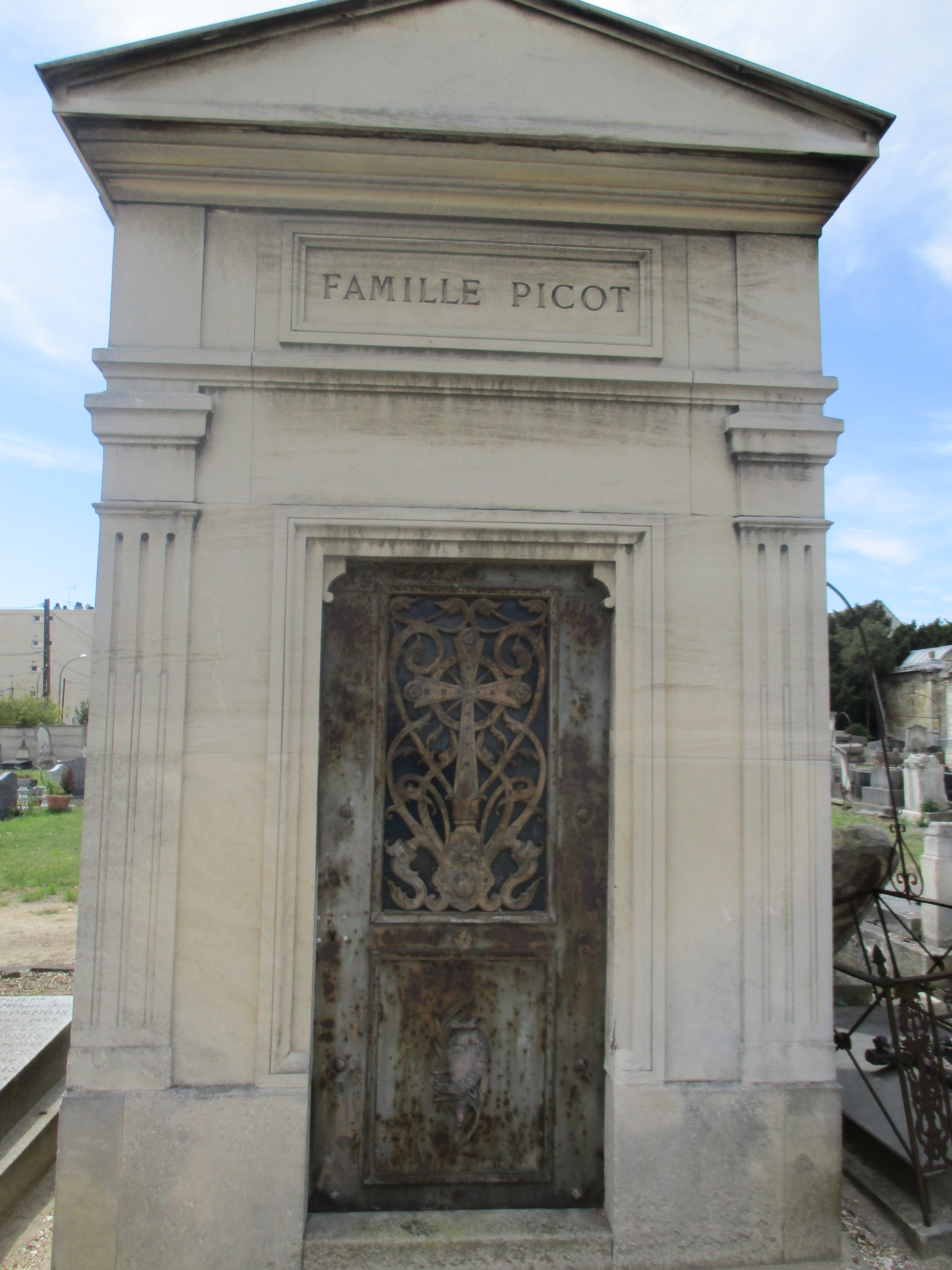
Sépulture d'une famille notable.
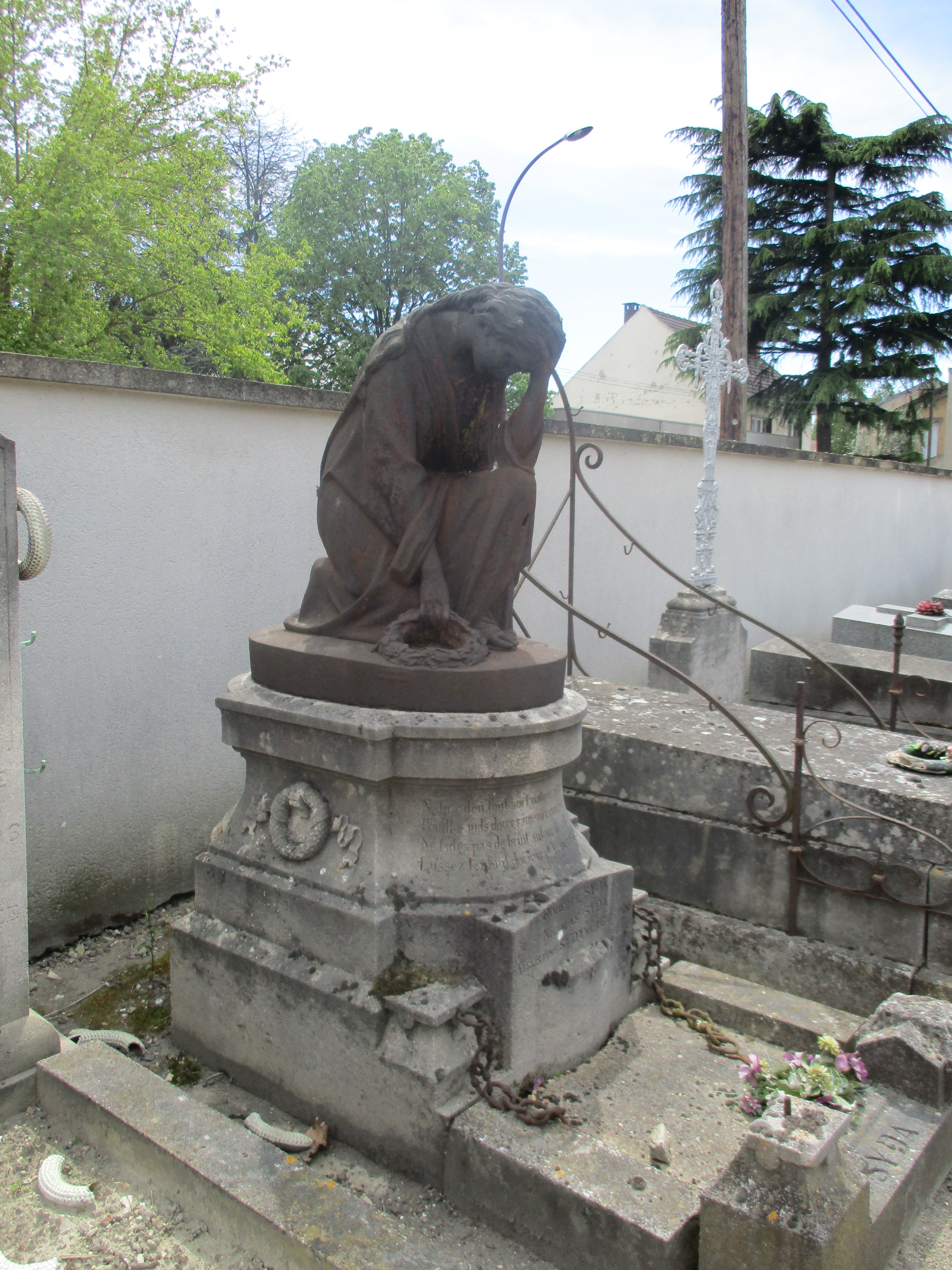
Tombe Syda.
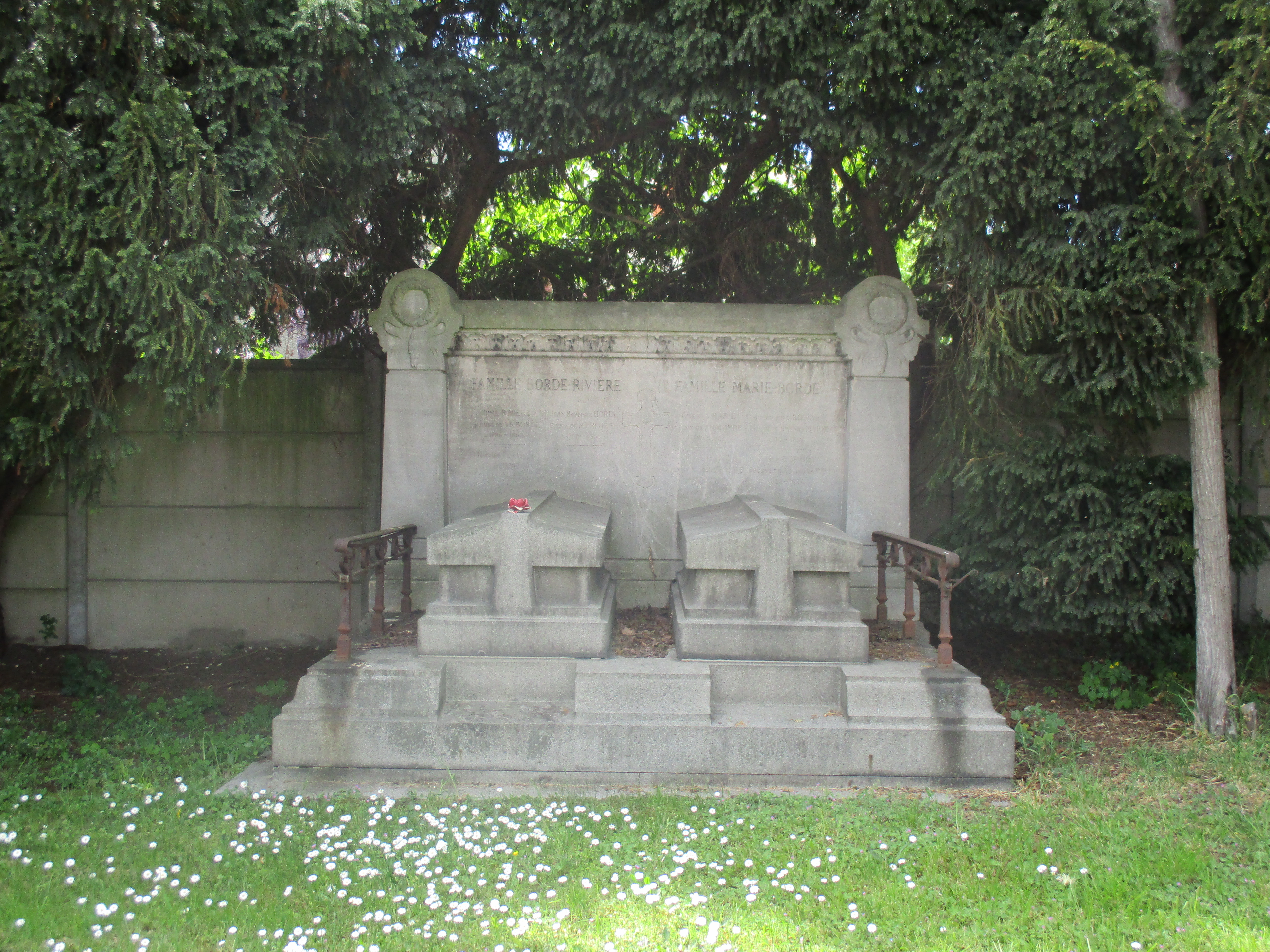
Sépulture Borde-Rivière.
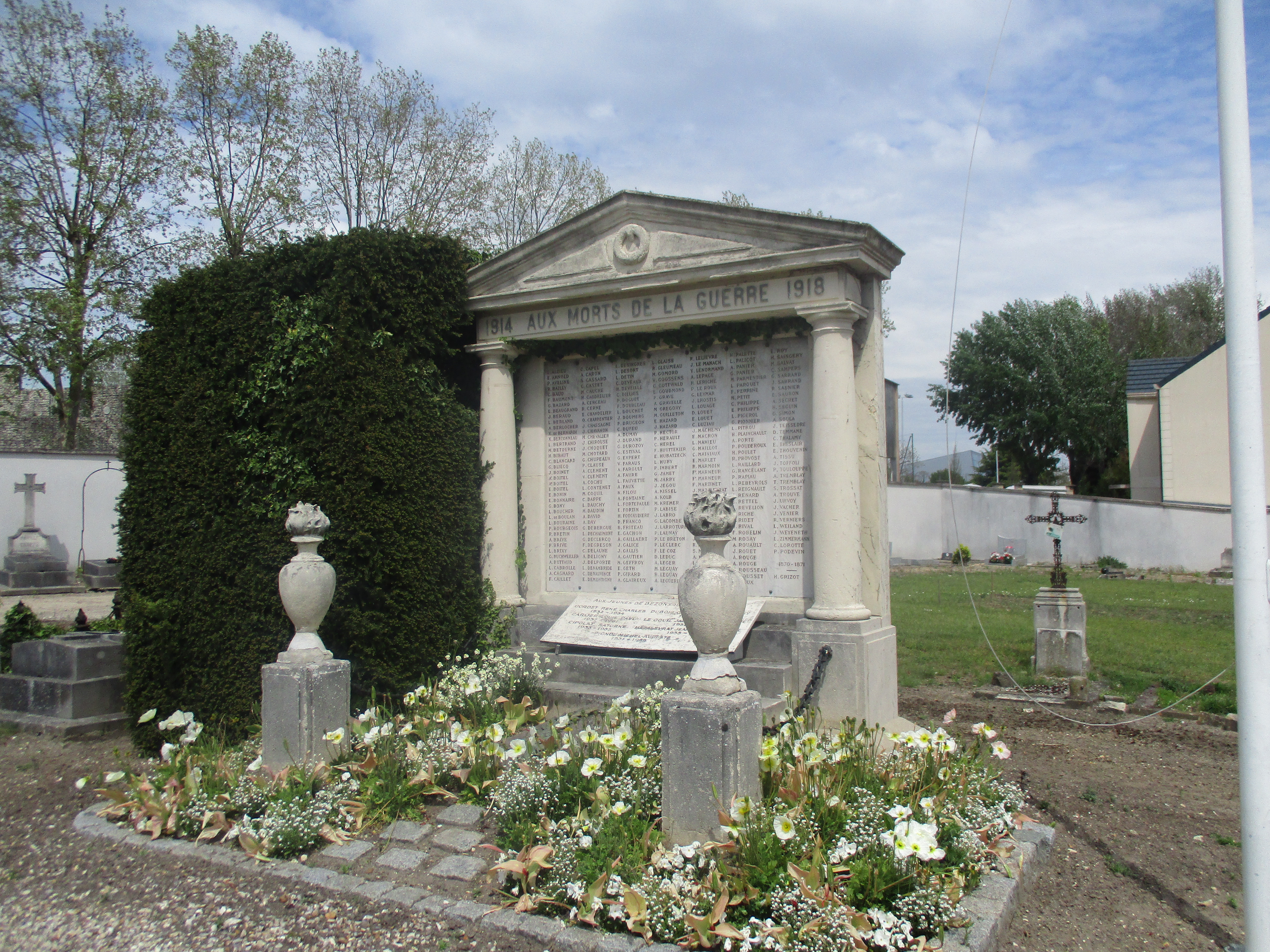
Monument aux morts.